# Fairmont City
Fairmont City ist eine Kleinstadt im  St. Clair und im Madison County im Westen des US-amerikanischen Bundesstaates Illinois. Das U.S. Census Bureau hat bei der Volkszählung 2020 eine Einwohnerzahl von 2.265 ermittelt.
Die Stadt liegt unweit des Ostufers des Mississippi River inmitten des Metro-East genannten in Illinois liegenden östlichen Vorortbereiches um die Stadt St. Louis in Missouri.

## Geografie
Fairmont City liegt auf 38°39'04 nördlicher Breite und 90°05'59" westlicher Länge. Die Stadt erstreckt sich über 6,1 km², die ausschließlich aus Landfläche bestehen.
Die Stadt liegt 9,3 km östlich des Mississippi River, der die Grenze nach Missouri bildet.
Nördlich der Stadt verlaufen auf der gleichen Strecke die Interstate 55, die Interstate 70 und der U.S. Highway 40. Im Süden wird die Stadt durch eine Reihe von Bahnlinien begrenzt.
Das Stadtzentrum von St. Louis liegt rund 14 km westlich von Fairmont City, Illinois’ Hauptstadt Springfield ist über die Interstate 55 nach 144 km in nord-nordöstlicher Richtung zu erreichen.

## Demografische Daten
Bei der Volkszählung im Jahre 2000 wurde eine Einwohnerzahl von 2436 ermittelt. Diese verteilten sich auf 871 Haushalte in 580 Familien. Die Bevölkerungsdichte lag bei 396,5/km². Es gab 392 Wohngebäude, was einer Bebauungsdichte von 63,8/km² entsprach.
Die Bevölkerung bestand im Jahre 2000 aus 66,5 % Weißen, 1,2 % Afroamerikanern, 0,9 % Indianern, 0,1 % Asiaten und 27,5 % anderen. 3,7 % gaben an, von mindestens zwei dieser Gruppen abzustammen. 55,4 % der Bevölkerung bestand aus Hispanics, die verschiedenen der genannten Gruppen angehörten. Damit hat Fairmont City den höchsten Anteil an Latinos in der gesamten Region.
Unter den 871 Haushalten hatten 29,9 Prozent Kinder unter 18 Jahren; 45,9 Prozent waren verheiratete zusammenlebende Paare. 29,2 Prozent der Haushalte waren Singlehaushalte. Die durchschnittliche Haushaltsgröße war 2,80 Personen, die durchschnittliche Familiengröße 3,45 Personen.
Die Bevölkerung verteilte sich auf 26,7 Prozent unter 18 Jahren, 11,7 Prozent von 18 bis 24 Jahren, 28,7 Prozent von 25 bis 44 Jahren, 18,6 Prozent von 45 bis 64 Jahren und 14,2 Prozent von 65 Jahren oder älter. Der Median des Alters betrug 32 Jahre.
Der Median des Haushaltseinkommens betrug 27.070 $, der Median des Familieneinkommens 31.296 $. Das Pro-Kopf-Einkommen in Fairmont City betrug 12.203 $. Unter der Armutsgrenze lebten 18,4 Prozent der Bevölkerung.